# Deadwing
A Deadwing a Porcupine Tree nyolcadik nagylemeze, 2005. március 28-án jelent meg Európában, az Egyesült Államokban pedig április 26-án. Rövid időn belül az együttes legkeresettebb albuma lett. A lemez Steven Wilson rövidfilmjén alapszik. A lemez készítésekor Mikael Akerfeldt (Opeth) és Adrian Belew (King Crimson) is közreműködtek.

## Az album dalai

### Európai (eredeti) kiadás
1. Deadwing – 9:46
2. Shallow – 4:17
3. Lazarus – 4:18
4. Halo – 4:38
5. Arriving Somewhere But Not Here – 12:02
6. Mellotron Scratch – 6:57
7. Open Car – 3:46
8. The Start of Something Beautiful – 7:39
9. Glass Arm Shattering – 6:12

### Amerikai kiadás
1. Deadwing – 9:46
2. Shallow – 4:17
3. Lazarus – 4:18
4. Halo – 4:38
5. Arriving Somewhere But Not Here – 12:02
6. Mellotron Scratch – 6:57
7. Open Car – 3:46
8. The Start of Something Beautiful – 7:39
9. Glass Arm Shattering – 11:12
10. Shesmovedon – 4:59

## Közreműködő zenészek
- Steven Wilson – ének, gitár, basszusgitár, billentyűs hangszerek
- Richard Barbieri – billentyűs hangszerek
- Colin Edwin – basszusgitár
- Gavin Harrison – dob, Ütőhangszerek

Vendégzenészek
- Mikael Åkerfeldt (Opeth) – gitár, ének
- Adrian Belew (King Crimson) – gitár